# Денієл Дзоватто
Денієл Дзоватто (англ. Daniel Zovatto, нар. 28 червня 1991, Сан-Хосе, Коста-Рика) — американський актор костариканського походження.

## Біографія
Денієл Дзоватто народився в Сан-Хосе, Коста-Рика в родині телеведучої Сильвії Бланко. Денієл переїхав до США у 2009, щоб здійснити свою мрію стати актором.

## Кар'єра
Денієл дебютував як кіноактор у фільмі жахів «Під землею». Наступними роботами були в стрічках у тому ж жанрі «Невинність», «Воно» та в романтичній комедії «Мала». Крім того, у 2014 році в актора було кілька епізодичних ролей в телесеріалах «Агенти Щ. И. Т.», «Помста».
У 2016 році виконав роль одного із трьох злочинців, які заробляють на життя пограбуваннями у фільмі жахів «Не дихай». На телебаченні в тому році він приєднався до акторського складу серіалів «Бійтеся ходячих мерців», «Від заходу до світанку», «Видалені».

## Фільмографія

### Фільми
| Рік  | Назва                | Оригінальна назва   | Роль            | Примітки |
| ---- | -------------------- | ------------------- | --------------- | -------- |
| 2013 | «Під землею»         | Beneath             | Джонні          |          |
| 2014 | «Невинність»         | Innocence           | Неілс Гірш      |          |
| 2014 | «Мала»               | Laggies             | Джуніор         |          |
| 2014 | «Воно»               | It Follows          | Грег            |          |
| 2016 | «Не дихай»           | Don't Breathe       | Мані            |          |
| 2017 | «Новизна»            | Newness             | Орен            |          |
| 2023 | «Екзорцист Ватикану» | The Pope's Exorcist | отець Есквабель |          |
| 2023 | «Жінка години»       | Woman of the Hour   | Родні Алькала   |          |

### Серіали
| Рік  | Назва                    | Оригінальна назва      | Роль       | Примітки     |
| ---- | ------------------------ | ---------------------- | ---------- | ------------ |
| 2014 | «Агенти Щ. И. Т.»        | Agents of S.H.I.E.L.D. | Сет Дормер | 1 епізод     |
| 2014 | «Помста»                 | Revenge                | Гідеон     | 3 епізоди    |
| 2016 | «Бійтеся ходячих мерців» | Fear the Walking Dead  | Джек       | 3 епізоди    |
| 2016 | «Від заходу до світанку» | From Dusk Till Dawn    | Томмі      | 1 епізод     |
| 2016 | «Видалені»               | The Deleted            | Логан      | 7 епізодів   |
| 2017 | «Вимір 404»              | Dimension 404          | Зак        | 1 епізод     |
| 2018 | «Тут і зараз»            | Here and Now           | Рамон      | головна роль |